# Kate Fleming
Kathryn „Kate“ Fleming (* 6. Oktober 1965; † 14. Dezember 2006 in Seattle, Washington) war eine US-amerikanische Hörbuchsprecherin und -produzentin mit zahlreichen Auszeichnungen.

## Leben
Kate Fleming wuchs in Washington, D.C. auf und schloss das College of William and Mary in Williamsburg, Virginia im Jahre 1987 mit dem Bachelor of Arts in Religion ab. Sie absolvierte am Actor’s Theatre of Louisville in Louisville, Kentucky eine Ausbildung zur Schauspielerin, ging zunächst nach New York, kehrte aber schon bald nach Washington, D.C. zurück und stand hier rund fünf Jahre als Darstellerin auf der Bühne. Durch eine Arbeit im Audio-Studio von Grover Gardner lernte sie dieses Medium näher kennen und verlagerte seit Mitte der 1990er Jahre ihre Aktivitäten mehr und mehr auf die Produktion von Hörbüchern, die sie häufig unter dem Pseudonym „Anna Fields“ besprach.
Kate Fleming war die Inhaberin von Cedar House Audio, einem kleinen Unternehmen für Audio-Produkte, das 2004 von ihr gegründet worden war. Die in Seattle (Washington, USA) ansässige Firma war auf die Umsetzung von Literatur in Hörbücher spezialisiert und arbeitete unter anderem mit Blackstone Audio und Harper Audio zusammen.
In mehr als 200 Titeln, darunter Bel Canto von Ann Patchett, The Falls von Joyce Carol Oates, Baker Towers von Jennifer Haigh, Any title von Louise Erdrich, All Over Creation von Ruth Ozeki, begeisterte sie ihre Zuhörer. Kate Fleming war so etwas wie ein Star unter den professionellen amerikanischen Hörbuch-Sprechern. Die enorme Spannweite ihrer Stimme versetzte sie in die Lage, alle nur möglichen Charaktere der jeweiligen Literaturvorlagen für ihre Zuhörer lebendig werden zu lassen. Einige Autoren verlangten, dass ihre Werke ausschließlich von Kate Fleming gesprochen würden.
Kate Fleming gewann mehr als ein Dutzend Mal den vom Audiofile magazine verliehenen Earphone-Preis, wurde fünfmal für den begehrten Audie Award for Unabridged Fiction nominiert. Der Audie Award wird jährlich von der Audio Publishers Association für besonders herausragende Hörbücher verliehen und ist die höchste Auszeichnung, die von der Audio-Industrie vergeben wird. Im Jahre 2004 erhielt Kate Fleming diesen Preis für ihre Vorstellung von Ruth Ozekis All Over Creation.
Als im Dezember 2006 ein Jahrhundertsturm über Seattle hereinbrach, wurde Kate Fleming durch eine Sturzflut getötet. Die hereinbrechenden Wassermassen zerstörten ihr Haus im Madison Valley. Eingeschlossen in den Trümmern starb sie durch Ertrinken.